# Coleophora tritici
Coleophora tritici é uma espécie de mariposa do gênero Coleophora pertencente à família Coleophoridae.